# Cueva del Milodón

Die Cueva del Milodón

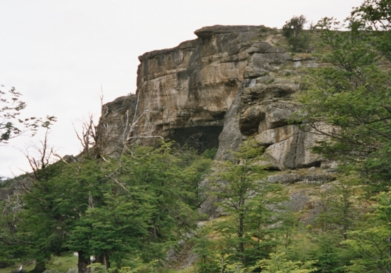
Außenansicht der Höhle

Die Cueva del Milodón ist eine 200 m lange Höhle in Chile. Sie wurde nach dem prähistorischen Mylodon (Riesenfaultier) benannt, das in dieser Höhle 1895 von dem deutschen Abenteurer Hermann Eberhard (1852–1908) gefunden wurde. Am Eingang der Höhle steht ein Denkmal, das ein Mylodon in der ursprünglichen Größe zeigt. Die Höhle befindet sich 24 km nordwestlich der Stadt Puerto Natales in der Región de Magallanes y de la Antártica Chilena (Region XII).
Die Höhle ist als Chilenisches Nationalmonument (Monumentos Nacionales de Chile) eingestuft.